# Shake (Ying Yang Twins)
Shake is een nummer van de Amerikaanse hiphop Ying Yang Twins uit 2006, in samenwerking met de Amerikaanse rapper Pitbull. Het is de derde single van U.S.A. (United State of Atlanta), het vierde studioalbum van Yin Yang Twins.

## Achtergrondinformatie
Het nummer, dat een sample bevat uit Din Daa Daa van George Kranz, heeft een simpele boodschap; Pitbull smeekt vrouwen om hun achterste te schudden, en de Ying Yang Twins bevestigen dat verzoek tijdens hun twee coupletten. De regel "Where niggas go to see naked hoes" werd voor de Amerikaanse radio en tv vervangen voor "Where brothers go to see girls come out them clothes".
"Shake" werd een bescheiden hit in Amerika, met een 41e positie in de Billboard Hot 100. Desondanks had het nummer hoge rotatie op Amerikaanse muziekzenders als BET, MTV en VH1.